# Starship Troopers 2: Held der Föderation
Starship Troopers 2: Held der Föderation (Originaltitel Starship Troopers 2: Hero of the Federation) ist ein US-amerikanischer Science-Fiction-Actionfilm aus dem Jahr 2004. Er ist eine Fortsetzung des Films Starship Troopers aus dem Jahr 1997. Die Charaktere und die Handlung weisen, anders als im ersten Film, keine Gemeinsamkeiten mit dem Roman Starship Troopers von Robert A. Heinlein auf. Die deutsche Veröffentlichung fiel auf den 25. Mai 2004. Der Film war bis Juli 2019 indiziert, nach einer Neuprüfung durch die FSK erhielt die ungekürzte Fassung eine Altersfreigabe ab 18 Jahren.

## Handlung
Eine Abteilung der Mobilen Infanterie landet auf einem Planeten, der von den Arachnoiden kontrolliert wird.
Diese Bugs (englisch wörtlich „Wanzen“, allgemein „Insekten“ bzw. „Ungeziefer“) oder „Pseudo-Arachnida“ sind eine außerirdische, spinnenähnliche Spezies vom Planeten Klendathu und die Hauptgegner der Menschen im „Bug-Krieg“.
Die Troopers werden von den Gegnern umzingelt und erleiden starke Verluste. Da sie nicht abgeholt werden können, ziehen sie sich in einen aufgegebenen Vorposten zurück. Dort treffen sie auf den hochdekorierten Ex-Hauptmann Dax. Er wurde degradiert und eingesperrt, da er seinen kommandierenden Offizier ermordet hatte. Seine Begründung: Der Offizier gab unsinnige Befehle und nahm dabei den Tod vieler Soldaten in Kauf.
Nachdem der Vorposten erfolgreich gegen angreifende Bugs verteidigt worden ist, stoßen weitere Soldaten hinzu, die zum Teil monatelang ohne Kontakt zur Truppe überlebt haben. Wie sich erst später herausstellt, sind ein paar dieser Soldaten aber mit einem neuen Bug infiziert, der die vollständige Kontrolle über den Körper des Menschen übernimmt. Sie infizieren nach und nach die anderen Soldaten, indem ein Parasit über den Mund weitergegeben wird.
Als es fast zu spät ist, bemerkt die telepathisch begabte, schwangere Soldatin Private Lei Sahara die Gefahr. Gemeinsam mit Dax beginnt sie den Kampf gegen die Infizierten.
Besondere Gefahr besteht durch den infizierten General J. G. Shepherd: Er wurde von der nackten Soldatin Charlie Soda in seinem Bett infiziert und hätte nach der bevorstehenden Evakuierung unmittelbaren Kontakt zur Führungsspitze der Föderation. Damit stünde die Vernichtung der Menschheit von innen heraus bevor.
Kurz bevor der Stützpunkt evakuiert wird, gelingt es Dax, den General zu stellen und zu töten. Da dies aber vor den Augen des Rettungskommandos erfolgt und Dax schon seinen kommandierenden Offizier ermordet hat, beschließt er, im Kampf zu sterben, anstatt sich durch das Militärgericht der Föderation richten zu lassen.
Durch die gerettete Lei Sahara wird die neue Gefahr der Föderation mitgeteilt. In Form von Propaganda-Werbespots wird dargestellt, dass Dax im Nachhinein rehabilitiert und sein Kampf und Tod propagandistisch ausgeschlachtet wird, um ihn zu einem Helden der Föderation zu machen.

## Kritiken
Bill Beyrer schrieb auf cinemablend.com, dass der Film schlecht sei, obwohl das Thema Potential habe. Die Darsteller seien unbekannt. Die Spezialeffekte seien nicht schlecht, man sehe allerdings, dass sie animiert seien.

„Fürs Fernsehen produzierte Fortsetzung des nicht unumstrittenen Films ‚Starship Troopers‘, die unter dem wenig erhellenden Studiolicht leidet und sich mit drastischen Splatter-Effekten vergeblich interessant machen will.“

„Verhoevens Original war eine knallig gestylte Effektorgie mit satirischen Kommentaren zu Militarismus und Faschismus. Hier spielt alles im Dunkeln, und dass Verhoevens Effektspezialist Phil Tippett Regie führte, merkt man dem preiswerten Film auch nicht an. Fazit: Hier werkelten Amateure, keine Helden.“

## Auszeichnungen
Der Film gewann 2005 den Saturn Award in der Kategorie Beste DVD-Veröffentlichung.

## Produktion
Der Film wurde vom 15. Mai 2003 bis zum 20. Juni 2003 gedreht. Die Produktion kostete etwa 7 Millionen US-Dollar. Der Film ist eine Direct-to-DVD-Produktion und wurde für das amerikanische Kabelfernsehen produziert.

## Fortsetzung
Der dritte Teil mit dem Titel Starship Troopers 3: Marauder erschien im Jahr 2008 und ist auch eine Direct-to-DVD-Produktion. Casper Van Dien, der Protagonist des ersten Teils spielte wieder die Hauptrolle. Mit einem Budget von 20 Millionen US-Dollar wurde der Film von der Kritik nicht nur besser bewertet, sondern war auch finanziell erfolgreicher als Starship Troopers 2.